# 湖南邮电职业技术学院
湖南邮电职业技术学院（英語：Changsha Tec And Tec Vocational College）位于湖南省长沙市天心区南湖路沙湖街128号，为湖南省一所公办、全日制普通高校。学院隶属于中国电信湖南公司，教育业务由湖南省教育厅管理。

## 历史
1958年，湖南省建立湖南省邮电学校。
2001年8月，学校升格为长沙通信职业技术学院。
2013年，学校更为湖南邮电职业技术学院。

## 学校院系
长沙通信职业技术学院开设了4个系，21个专业。
- 通信工程系
  - 通信工程设计与管理
  - 光纤通信
  - 通信技术（光网工程）
  - 通信技术（三网融合）
  - 通信技术
- 移动通信系
  - 物联网应用技术
  - 移动通信技术（动力工程）
  - 移动通信技术（网络优化）
  - 移动通信技术（4G移动）
  - 移动通信技术
- 互联网工程系
  - 移动互联网技术
  - 计算机网络技术（网络安全方向）
  - 计算机信息管理
  - 电子商务（移动商务方向）
  - 移动互联网应用技术（安卓系统开发方向）
  - 计算机通信（网络与安全方向）
- 经济管理系
  - 物流管理专业（邮政物流方向）
  - 金融管理与实务
  - 会计与审计（管理会计方向）
  - 市场营销（大客户营销方向）
  - 市场营销（通信营销方向）

## 学校文化

### 办学理念
育人为本，德育为先，提高质量，特色发展

## 学校社团
长沙通信职业技术学院开设了多个社团，主要的有：“市场营销协会”、“联合计算机协会”、“礼仪协会”、“英语协会”、“文学艺术协会”。

## 荣誉
- 湖南省“园林式单位”[1]
- 长沙市“花园式单位”[1]